# Jean-Philippe Coyola
Pas d'image ? Cliquez ici

a Compétitions nationales et continentales officielles uniquement.

Dernière mise à jour le 29 août 2015.
Jean-Philippe Coyola, né le 21 avril 1960, est un joueur français de rugby à XV qui évolue au poste de centre. Il se reconvertit en tant qu'entraîneur, étant en majorité responsable de l'US Dax.

## Biographie
Né le 21 avril 1960, Jean-Philippe Coyola joue au rugby à XV à l'AS Soustons, avant de rejoindre l'US Dax de 1978 à 1986. Il remporte avec le club rouge et blanc le challenge Yves du Manoir en 1982.
Il entraîne les juniors de l'US Dax en catégorie Reichel de 1990 à 1993, décrochant le titre de champion de France au terme de la saison 1992-1993, l'équipe étant entre autres composée de Richard Dourthe, Pascal Giordani, Raphaël Ibañez et Olivier Magne,.
Il est associé à Jacques Ibañez, de 1994 à 1996 pour prendre les rênes de l'équipe première. Après avoir atteint le stade des demi-finales contre le Stade toulousain, le duo d'entraîneurs quitte son poste,. Il reprend son poste de 1998 auprès de Jean-Louis Luneau,,. Ils sont tous les deux limogés en décembre 2001,.
Il prend en charge pendant la saison 2002-2003 la Section paloise, refusant ainsi la proposition de Nick Mallett pour rejoindre le Stade français Paris rugby, avant de repartir à l'USD l'année suivante,, auprès de Christian Martinez. Auprès de Marc Lièvremont pendant deux ans, il accède en 2007 au Top 14.
En 2008, il signe un contrat pour entraîner les avants de l'Aviron bayonnais, associé à Thierry Mentières. Lors de leur deuxième saison, deux mois après l'éviction du manager Richard Dourthe, le duo d'entraîneurs basque est lui aussi remercié en janvier 2010, alors que le club est en position de relégable en Top 14. Au mois de mars de la même année, sa signature avec son ancien club de l'US Dax en tandem avec Frédéric Garcia est officialisée. Après une mauvaise saison 2010-2011, Coyola est écarté alors qu'il avait un contrat de deux années.
Après cette nouvelle mise à l'écart, il reste un temps auprès des juniors de l'USD et partage également ses services à l'AS Soustons. Il tient depuis un café à Moliets-et-Maa,.

## Palmarès

### En tant que joueur
- Challenge Yves du Manoir :
  - Vainqueur : 1982 avec l'US Dax.

### En tant qu'entraîneur
- Championnat de France de rugby à XV :
  - Demi-finaliste : 1996 avec l'US Dax.
- Championnat de France Reichel de rugby à XV :
  - Champion : 1993 avec l'US Dax.